# Sergej Saltykov

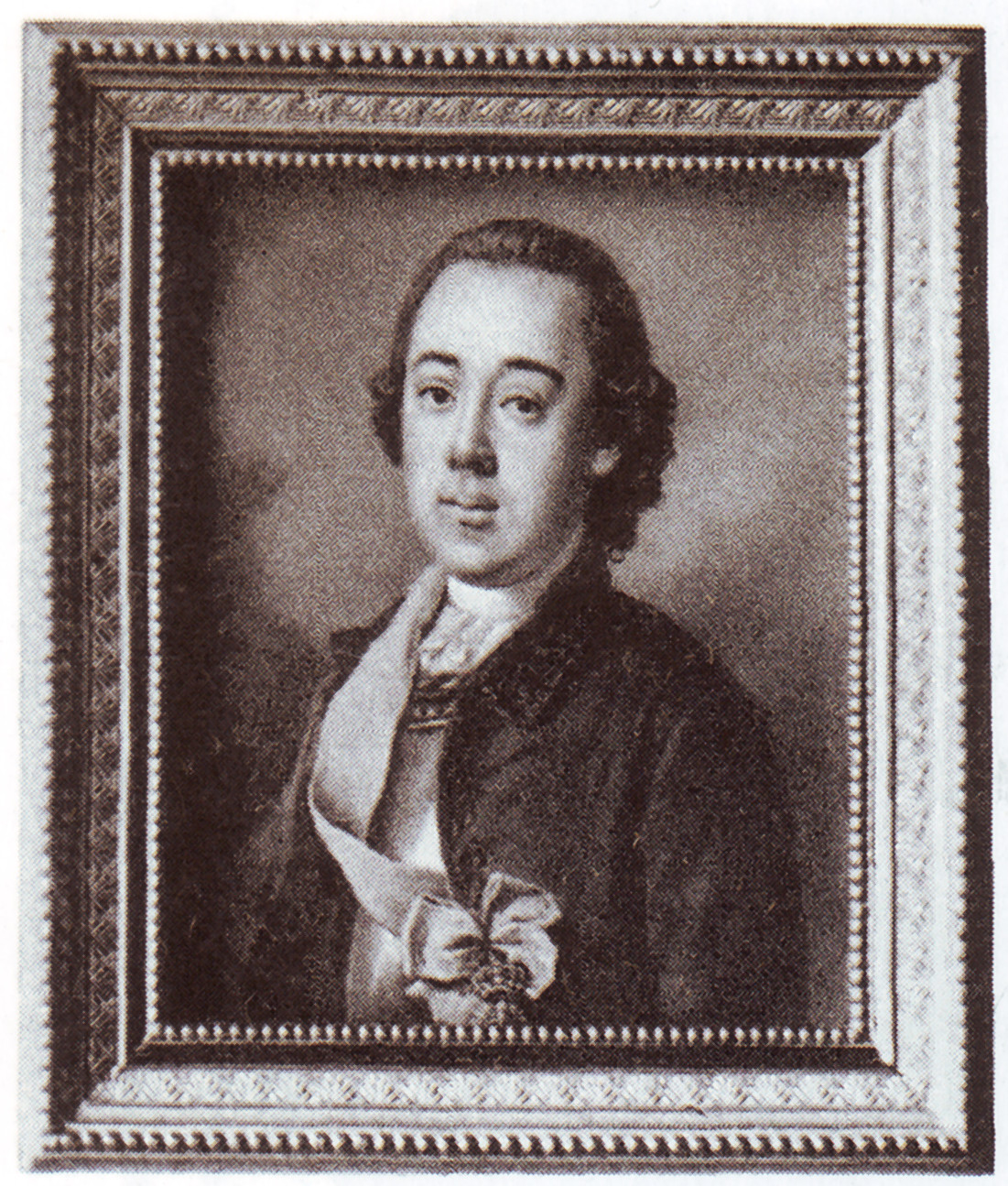
Sergej Saltykov.

Sergej Vasiljevitj Saltykov (ryska: Сергей Василиевич Салтыков), född cirka 1726, död 1765, var en rysk greve, officer och kammarherre som blev först bland den blivande kejsarinnan Katarina II:s kända älskare och antagits vara naturlig far till hennes son, senare Paul I av Ryssland.
Saltykov utsågs 1754 av den sittande regerande kejsarinnan Elisabet att meddela det svenska hovet om pojkens födelse och fick resa till Stockholm och framträda inför kung Adolf Fredrik med budskapet.